# Daniel F. Kamen
Daniel Frantisek Kamen (* 1975 in Offenbach am Main) ist ein deutscher Schauspieler.

## Leben
Daniel Kamen wuchs in Offenbach am Main auf. Er hat tschechische und jüdische Vorfahren.
Er absolvierte seine Schauspielausbildung von 1998 bis 2002 am Max Reinhardt Seminar in Wien. Als Bühnendarsteller hatte er unter anderem Gastengagements am Burgtheater, an den Wuppertaler Bühnen oder am Theater Magdeburg. Seit 2001 hat Kamen als Schauspieler vor der Kamera in bislang mehr als 40 Film- und Fernsehproduktionen mitgewirkt.
Kamen lebt in Berlin und Wien. Er spricht neben Deutsch auch fließend Englisch und Tschechisch.

## Filmografie (Auswahl)
- 2008: Verbotene Liebe (Fernsehserie)
- 2013: Das Adlon. Eine Familiensaga
- 2015: Ein Fall für zwei (Fernsehserie, 1 Folge)
- 2016: Notruf Hafenkante (Fernsehserie, 1 Folge)
- 2020: Kryger bleibt Krüger
- 2021: Der Staatsanwalt (Fernsehserie, 1 Folge)
- 2022: Das Boot (Fernsehserie)
- 2022: Im Westen nichts Neues
- 2023: Die Heiland – Wir sind Anwalt (Fernsehserie, 1 Folge)
- 2025: Dünentod – Tödliche Geheimnisse

## Hörspiele (Auswahl)
- 2002: Peter Reichenbach, Daniel Beskos, Blanka Stolz: W-Ort (Junger Mann) – Regie: Peter Reichenbach, Daniel Beskos, Blanka Stolz (Original-Hörspiel, Kurzhörspiel – Peter Reichenbach, ausgestrahlt von Deutschlandradio Berlin)[5]